# Granica andorsko-hiszpańska
Andora graniczy z Hiszpanią na odcinku 63,7 km. Granica zawiera się pomiędzy dwoma trójstykami z Francją na wschodzie i zachodzie, biegnąc na całej swej długości poprzez Pireneje.